# Kyle Edmund
Kyle Steven Edmund (n. 8 ianuarie 1995, Johannesburg, Africa de Sud) este un fost jucător profesionist de tenis din Marea Britanie. Cea mai bună clasare a carierei a fost locul 14 mondial. A câștigat două titluri ATP la simplu. Edmund a ajuns în semifinalile la Australian Open în 2018. A câștigat primul său titlu în circuitul ATP la Antwerp în octombrie 2018. Al doilea a venit în februarie 2020 la New York Open. A câștigat două titluri de Grand Slam la dublu la juniori, la US Open în 2012 și la French Open în 2013 , ambele alături de Frederico Ferreira Silva.

## Viața personală
Mama sa este din Africa de Sud, iar tatăl său este un galez care a trăit acolo. Edmund a fost crescut în Marea Britanie de la vârsta de 3 ani. Este fan al echipei de fotbal Liverpool FC.

## Legături externe
- Materiale media legate de Kyle Edmund la Wikimedia Commons
- en Kyle Edmund la Association of Tennis Professionals
- en Kyle Edmund la Olympedia.org